# Torre del ministero dell'industria pesante
La torre del ministero dell'industria pesante detta anche grattacielo in piazza delle porte rosse (in russo высотное здание на площади Красных Ворот?) è uno dei sette grattacieli moscoviti progettati durante il periodo stalinista e noti come Sette Sorelle. 
L'edificio conta 24 piani ed è alto 133 metri.

## Caratteristiche
La sua costruzione fu iniziata nel 1947 e conclusa nel 1953 su progetto dell'architetto Aleksej Duškin.
Si tratta di un edificio di 11 piani sovrastato da una torre più stretta che porta il numero complessivo di piani a 24. Le ali destra e sinistra del grattacielo ospitano circa 300 alloggi.
La costruzione dell'edificio fu complicata dal fatto che esso è a breve distanza del tunnel della metropolitana e, in particolare, dalla stazione Krasnye Vorota. Dushkin realizzò al piano terra del grattacielo un ingresso appositanente studiato per l'accesso alla stazione. Dopo aver ospitato il ministero dell'Industria pesante il grattacielo ospitò anche quello dei trasporti. Nel tempo è anche stato chiamato sede del Ministero dei Trasporti, edificio amministrativo di piazza Porte Rosse e torre Lermontov (dal nome assegnato alla piazza Porte Rosse tra il 1962 e il 1968 in onore del poeta Lermontov).